# Albersweiler
Albersweiler là một đô thị thuộc bang Südliche Weinstraße ("Southern Wine Road") district, bang Rheinland-Pfalz, Đức. Đô thị này có diện tích 10,85 km², dân số thời điểm 31 tháng 12 năm 2006 là 2002 người. Đô thị này thuộc Verbandsgemeinde Annweiler am Trifels.